# Australischer Drüsengänsefuß
Australischer Drüsengänsefuß (Dysphania pumilio), auch Australien-Drüsengänsefuß oder Australischer Gänsefuß genannt, ist eine Pflanzenart aus der Gattung der Drüsengänsefüße (Dysphania) innerhalb der Familie der Fuchsschwanzgewächse (Amaranthaceae).

## Beschreibung

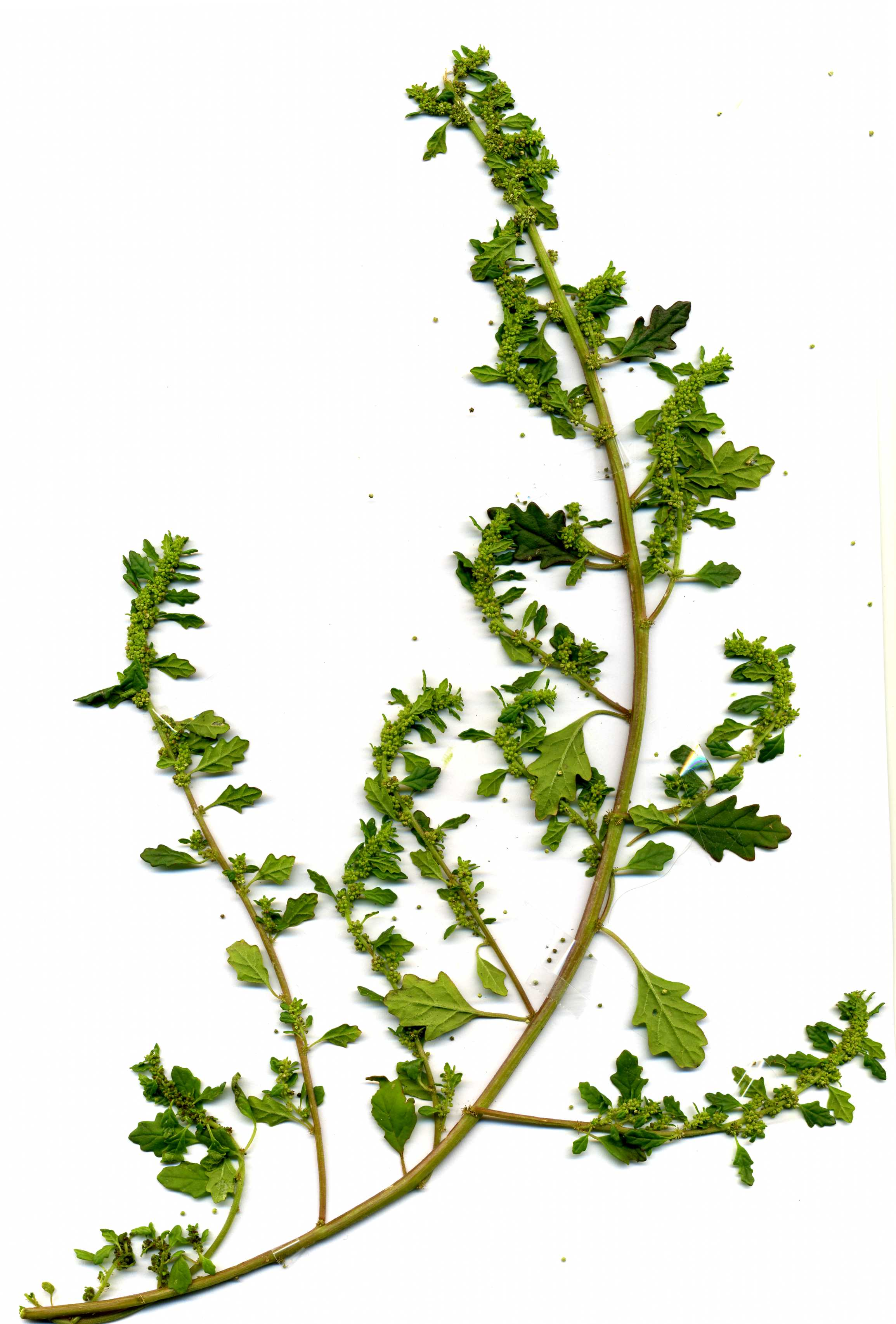
Scan einer Pflanze

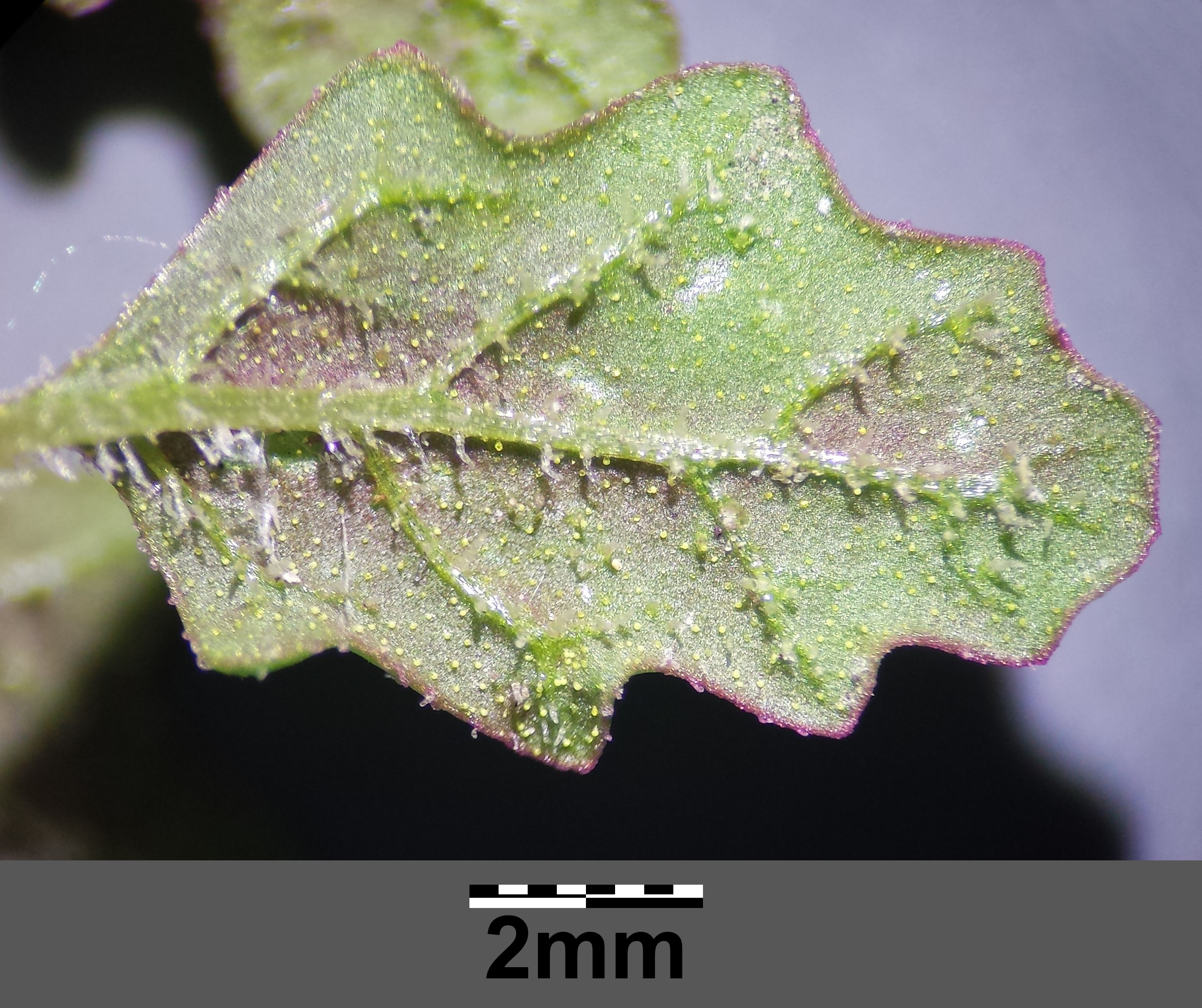
Die rhombisch-eiförmigen, gelappten Laubblätter sind besonders unterseits drüsig.

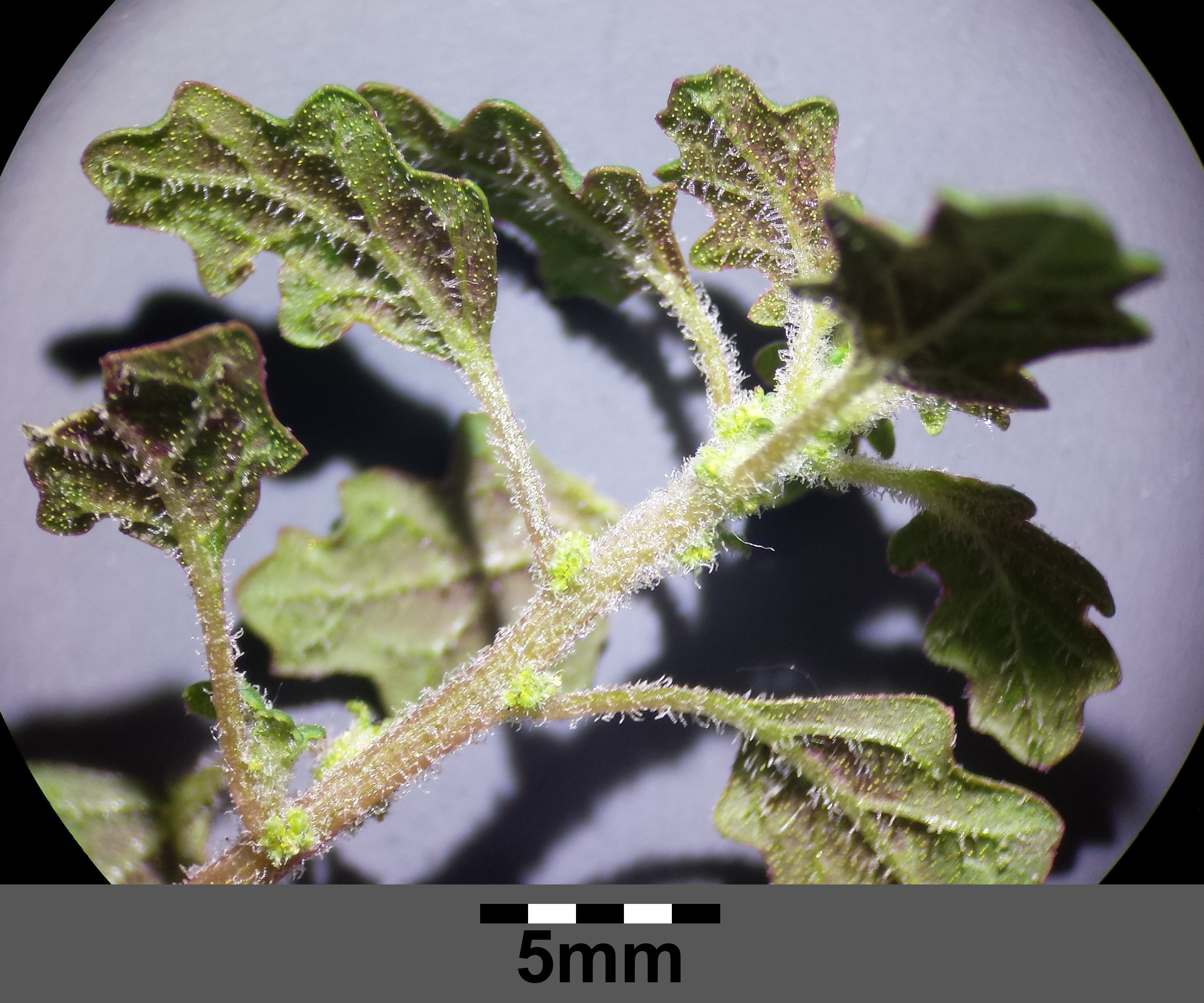
Die Blütenknäuel sitzen in den Achseln der Laubblätter.

### Vegetative Merkmale
Der Australische Drüsengänsefuß ist eine einjährige krautige Pflanze, die mit gebogenen, einreihig mehrzelligen Haaren und kurzgestielten gelblichen Drüsenhaaren bedeckt ist und einen unangenehmen Minze-ähnlichen Geruch verströmt. Der niederliegende oder aufwärts gebogene Stängel ist bei einer Länge von 10 bis 80 Zentimetern vom Grunde an verzweigt mit niederliegenden oder aufsteigenden Ästen.
Die wechselständigen Laubblätter sind in Blattstiel und -spreite gegliedert. Der Blattstiel ist 0,3 bis 1,5 Zentimeter lang. Die blass-grüne, besonders unterseits drüsenhaarige Blattspreite ist bei einer Länge von 0,5 bis 3, selten bis 4 Zentimetern sowie einer Breite von 0,3 bis 1,5 Zentimetern elliptisch bis länglich eiförmig mit drei bis vier gerundeten Blattlappen auf beiden Seiten, an der Basis keilförmig und am oberen Ende gerundet.

### Blütenstand und Blüte
Die Blütezeit reicht von Juni bis September. Die Blütenstände setzen sich aus in den Blattachseln sitzenden, dicht knäueligen zymösen Teilblütenständen aus vier bis neun Blüten zusammen. Die blattartigen Tragblätter mit einer Länge von 3 bis 4,5 Millimetern überragen die Blütenknäuel, sie sind elliptisch mit gekerbt-gezähntem Rand und stumpfem oberen Ende.
Die zwittrigen Blüten weisen eine Blütenhülle aus fünf fast bis zur Basis getrennten, anfangs grünen Tepalen auf. Die Blütenhüllblätter sind bei einer Länge von 0,6 bis 0,7 Millimetern sowie einer Breite von 0,2 bis 0,3 Millimetern schmal-elliptisch bis schmal-länglich, auf dem Rücken gerundet und locker drüsenhaarig. Meist sind nur ein oder zwei Staubblätter vorhanden, bisweilen sind sie nicht entwickelt. Der oberständige Fruchtknoten trägt zwei Narben.

### Frucht und Samen
Zur Fruchtzeit verhärtet die Blütenhülle und wird weißlich, zwischen den Tepalen ist die Frucht sichtbar. Die häutige, etwas runzelige Fruchtwand liegt dem Samen an. Der rötlich-braune bis rötlich-schwarze, vertikale Same ist bei einem Durchmesser von 0,5 bis 0,7 Millimetern im Umriss eiförmig und am Rand gekielt bis gerundet. Die Samenschale ist glatt.

### Chromosomensatz
Als Chromosomenzahl wurde in mehreren Untersuchungen 2n = 18 angegeben. Einmal wurden 2n = 16 gefunden.

### Photosyntheseweg
Der Australische Drüsengänsefuß ist eine C3-Pflanze mit normaler Blattanatomie.

## Ökologie
Die Bestäubung erfolgt in der Regel durch den Wind.
Der Australische Drüsengänsefuß ist eine Nahrungspflanze für die Bodenwanze „Rutherglen Bug“ (Nysius vinitor).

## Vorkommen

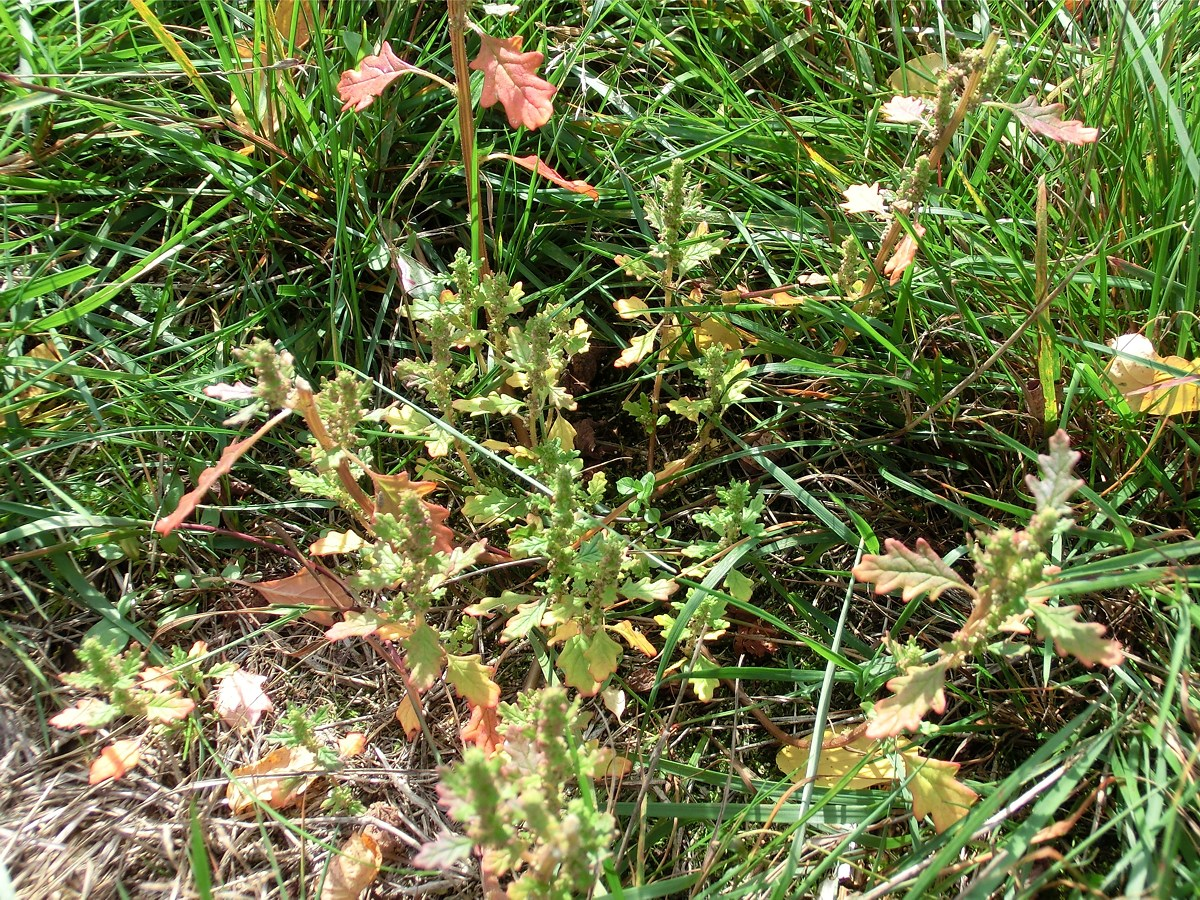
Vorkommen am Rand eines Sandbiotops, Babenhausen, Südhessen

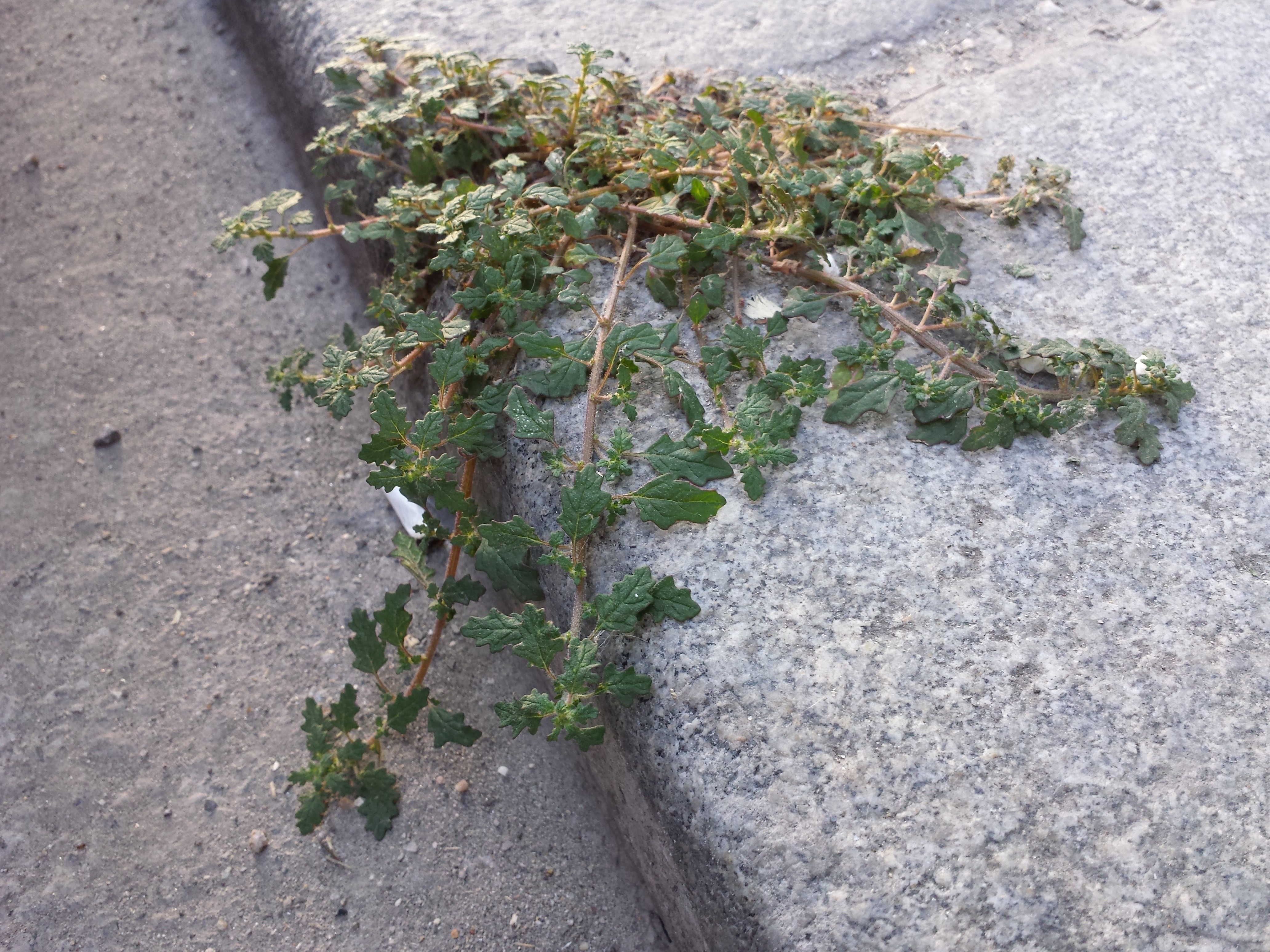
Ruderales Vorkommen in einer Pflasterritze in Wien.

Dysphania pumilio ist in Australien heimisch sowie in Tasmanien und Neuseeland verbreitet. Als eingeführte Art kommt er auch in gemäßigten, subtropischen und ariden Regionen anderer Kontinente vor, beispielsweise in Asien (Japan, Iran) im südlichen Afrika, Nordamerika (USA) und Südamerika (Argentinien). In Europa ist er weitverbreitet, als eingebürgert gilt er in den Beneluxländern, Deutschland, Österreich, Tschechien, Ungarn, Spanien, Portugal sowie in der Ukraine.
In Deutschland ist der Australische Drüsengänsefuß um 1890 eingeschleppt worden und ist ein eingebürgerter Neophyt. Er wächst an trockenfallenden Flussufern in Flussmeldenfluren (im System der Pflanzensoziologie: Verband Chenopodion rubri). Außerdem ist er in kurzlebiger Ruderalvegetation an Bahnhöfen, Schuttplätzen oder Wegen zu finden (Klasse Sisymbrietea officinalis). Als wärmeliebende Art gedeiht er bei voller Besonnung auf trockenen, sehr nährstoffreichen, sandig-kiesigen Böden.

## Systematik
Dysphania pumilio gehört zur Sektion Orthospora (R.Br.) Mosyakin & Clemants innerhalb der Gattung Dysphania.
Die Erstveröffentlichung erfolgte 1810 durch Robert Brown unter dem Namen Chenopodium pumilio in Prodromus Florae Novae Hollandiae, S. 407. Sergei Mosyakin und Steven Clemants stellten diese Art 2002 als Dysphania pumilio in die Gattung Dysphania (in Ukrajins'kyj Botaničnyj Žurnal, Band 59, 4, S. 382).
Weitere Synonyme für Dysphania pumilio (R.Br.) Mosyakin & Clemants sind Ambrina pumilio Moq., Blitum pumilio (R.Br.) C.A.Mey., Chenopodium glandulosum (Moq.) F.Muell., Chenopodium pumilio R.Br., Teloxys pumilio (R.Br.) W.A.Weber. Gemäß der Flora of North Amerika wurde diese Art oft fälschlich als Chenopodium carinatum bezeichnet.

## Wirtschaftliche Bedeutung
Der Australische Drüsengänsefuß gilt in Australien als „Unkraut“ in Weideland, Gärten und Äckern. Er produziert ein Toxin, das die Keimung und das Wachstum von Kulturpflanzen verringert. Unter bestimmten Bedingungen kann er bei weidenden Schafen eine Blausäurevergiftung hervorrufen, während Rinder davon kaum betroffen werden.